# مارسيل جان
مارسيل جان (بالفرنسية: Marcelle Cahn)‏ هي رسامة فرنسية، ولدت في 1 مارس 1895 في ستراسبورغ في فرنسا، وتوفيت في 20 سبتمبر 1981 في نويي-سور-سين في فرنسا.